# 1597
- Wikisource

| Calendário gregoriano                                                        | 1597 MDXCVII                         |
| Ab urbe condita                                                              | 2350                                 |
| Calendário arménio                                                           | 1046 – 1047                          |
| Calendário bahá'í                                                            | -247 – -246                          |
| Calendário budista                                                           | 2141                                 |
| Calendário chinês                                                            | 4293 – 4294 Início a 16 de fevereiro |
| Calendário copta                                                             | 1313 – 1314                          |
| Calendário etíope                                                            | 1589 – 1590                          |
| Calendários hindus - Vikram Samvat - Calendário nacional indiano - Cáli Iuga | 1652 – 1653 1518 – 1519 4697 – 4698  |
| Calendário Holoceno                                                          | 11597                                |
| Calendário islâmico                                                          | 1005 – 1007                          |
| Calendário judaico                                                           | 5357 – 5358                          |
| Calendário persa                                                             | 975 – 976                            |
| Calendário rúnico                                                            | 1847                                 |
| Calendário solar tailandês                                                   | 2140                                 |

1597 (MDXCVII, na numeração romana) foi um ano comum do século XVI do actual Calendário Gregoriano, da Era de Cristo, e a sua letra dominical foi E (52 semanas), teve início a uma quarta-feira e terminou também a uma quarta-feira.
| Ano completo                        |
| ----------------------------------- |
| Ano comum com início à quarta-feira |

## Eventos
- 5 de Fevereiro - São crucificados Os 26 Mártires do Japão pelas suas ideias cristãs.
- Ataque de corsários ingleses comandados por Robert Devereux, à ilha de São Miguel, Açores.
- Ataque de corsários, comandados por Robert Devereux à vila da Calheta, ilha de São Jorge, a população consegue repelir o ataque, e consegue apodera-se da bandeira dos atacantes.
- Ataque de corsários ingleses comandados por Robert Devereux, à ilha do Faial, Açores.
- Tentativa de desembarque de corsários na Terceira, impedida pela artilharia do Forte de São Sebastião de uma armada que sob o comando de Robert Devereux, 2º conde de Essex, com cerca de 140 velas, impusera pesado saque à ilha do Faial.

## Mortes
- 9 de Junho - José de Anchieta, missionário jesuita espanhol (n. 1534).
- 20 de Julho - Franciscus Raphelengius, foi humanista, orientalista, erudito e livreiro holandês (n. 1539).
- 21 de Dezembro - Pedro Canísio, santo jesuíta, holandês, doutor da Igreja, que viveu na Alemanha durante a Reforma Protestante (n. 1521).

## Epacta e idade da Lua
| Epacta gregoriana | 12      |
| Idade da Lua      | Letra m |

## Por tema
- 1597 no Brasil